# R̂
Cette page contient des caractères spéciaux ou non latins. S’ils s’affichent mal (▯, ?, etc.), consultez la page d’aide Unicode.
R̂ (minuscule : r̂), appelé R accent circonflexe, est un graphème utilisé dans l’écriture de l’occitan alpin et du piémontais méridional en Italie, et de l’inupiaq (uummarmiutun (en)) au Canada. Il est parfois utilisé en monégasque. Il est aussi utilisé dans certaines romanisations du sumérien ou dans certaines romanisations KNAB.
Il s'agit de la lettre R diacritée d'un accent circonflexe. Il n’est pas à confondre avec le R brève inversée ‹ ȓ ›.

## Utilisation
Utilisé en occitan alpin de la Haute-Vallée de Suse (Oulx, Exilles, etc.) pour adapter le R guttural [ʁ] dans la graphie de l'école du Pô qui ne le contenait pas.[réf. nécessaire]

## Représentations informatiques
Le R accent circonflexe peut être représenté avec les caractères Unicode suivants :
- décomposé (latin de base, diacritiques) :

| formes    | représentations | chaînes de caractères | points de code | descriptions                                             |
| --------- | --------------- | --------------------- | -------------- | -------------------------------------------------------- |
| capitale  | R̂               | R◌̂                    | U+0052 U+0302  | lettre majuscule latine r diacritique accent circonflexe |
| minuscule | r̂               | r◌̂                    | U+0072 U+0302  | lettre minuscule latine r diacritique accent circonflexe |

## Sources
- (en) KNAB romanization systems
- (en + ik) Ronald Lowe, Uummarmiut Uqalungiha Mumikhitchir̂utingi: Basic Uummarmiut Eskimo Dictionary, Inuvik, Committee for Original Peoples Entitlement, 1984
- (en + ik) Ronald Lowe, Uummarmiut Uqalungiha Ilihaur̂r̂utikr̂angit: Basic Uummarmiut Eskimo Grammar, Inuvik, Committee for Original Peoples Entitlement, 1985